# Rheinland (Schiff, 1936)
Die Rheinland ist ein Fahrgastschiff, das bislang (Stand: 2021) in Berlin, Potsdam und Umgebung eingesetzt wurde.

## Geschichte
Die Rheinland wurde auf der Werft der Gebrüder Winkler in Kalkberge gebaut. Etliche Quellen, etwa Dieter Schubert, nennen das Jahr 1936 als Baujahr, Kurt Groggert das Jahr 1937. Auftraggeber war die Reederei David.
Die Rheinland fuhr 1953 noch, neben der etwas kleineren Heimat, für die Reederei David & Söhne. Damals durften mit dem Schiff 321 Personen befördert werden. 1968 betrieb die Reederei David immer noch die Heimat und die Rheinland. Beide Schiffe hatten damals eine Zulassung für die Beförderung von 300 Personen. Die Rheinland gehörte später der Reederei Schmolke und wurde dann an Georg Krüger verkauft.
In der Saison 1978 war das Schiff nach einem Brandunglück nicht in Fahrt. Laut Dieter Schubert war das Schiff schon 1969 einmal umgebaut worden; umfangreiche Reparaturarbeiten waren erforderlich, nachdem die Rheinland in den frühen Morgenstunden des 31. Dezember 1977 in Flammen gestanden hatte. Damals beschädigte ein Großbrand sechs Fahrgastschiffe, die an der Eiswerderbrücke in Spandau überwinterten. Neben der Rheinland waren die Schiffe Insulaner, Brandenburger Tor, Gisela, Spree-Athen und Heiterkeit betroffen. Außer der Insulaner, die als Wrack zu einem Liegeplatz vor der Schleuse Plötzensee verbracht wurde, kamen nach der Reparatur all diese Schiffe wieder in Fahrt, zuletzt die ehemalige Brandenburger Tor, die nach dem Neuaufbau in Berolina umbenannt worden war. Auch die Rheinland, die damals wie die Spree-Athen der Reederei Krüger gehörte, war ab dem Frühjahr 1979 wieder im Einsatz. Ab 1983 fuhr die Rheinland für Helga Krüger auf dem Wannsee und den Seen rund um Potsdam. 1987 war sie noch für die Beförderung von 250 Personen zugelassen. Im Jahr 2016 übernahm Ingo Gersbeck das Schiff. Auch dieser Besitzer gab an, das Schiff sei 1937 gebaut worden. Er hatte es sich zum Ziel gesetzt, die Rheinland so originalgetreu wie möglich zu erhalten. Auf der Homepage seiner Reederei teilte Gersbeck aber wenige Jahre nach dem Kauf der Rheinland (Stand: 2021) mit, das Schiff sei nicht in Fahrt und könne käuflich erworben werden.